# Championnat de France de floorball D1
Le Championnat de France de floorball Division 1 est une compétition annuelle entre les meilleurs clubs de floorball en France. Le vainqueur de cette compétition est désigné Champion de France de floorball. Le championnat est organisé par la Fédération française de floorball (FFFL).
Les équipes engagées en Division 1 sont au nombre de 10.

## Format

### Format initial
Les 10 équipes sont réunies en deux poules. En saison régulière, une équipe affronte chacun de ses adversaires de sa poule, soit un total de 8 matches par équipe. Les rencontres se déroulent en 3 périodes de 20 minutes, temps continu.
Les phases finales opposeront d’une part les 2 premiers de chaque poule pour le titre de champion, et d’autre part les 2 derniers pour le maintien en Division 1. Le perdant de match de playdown sera relégué, le vainqueur affrontera le 2e de Division 2 dans un match de barrage pour déterminer qui jouera en D1 et D2 pour la saison suivante.
3 points sont attribués pour une victoire, 2 pour un match nul, 1 pour une défaite et 0 en cas de forfait. En saison régulière, les équipes présentant un même nombre de points sont classées selon les critères suivants, dans l’ordre de prise en compte : différence de but générale, nombre de buts marqués, différence de buts particulière, nombre de buts marqués en confrontations directes, nombre de pénalités de prison, tirage au sort.

### Format de la saison 2016-2017
La saison 2016-2017 eut la particularité d'être une saison de transition dans la mesure où la saison 2017-2018 verrait 3 divisions s'affronter désormais.
Autre particularité, historique, les finales masculines de la Division 1 furent retransmises en direct sur Fanseat le 20 mai 2017.

## Localisation des clubs engagés
10 clubs sont actuellement engagés en D1. 
| \| IKF Paris Wasquehal Amiens Paris UC Tourcoing Annecy Besançon Lyon Isère Grésivaudan Floorball Marseille Floorball \| Localisation des clubs engagés dans le championnat de France de Division 1. |
| IKF Paris Wasquehal Amiens Paris UC Tourcoing Annecy Besançon Lyon Isère Grésivaudan Floorball Marseille Floorball                                                                                   |

## Résultats de la Division 1[2]

### Saison 2015-2016
| Club                                  | Classement 2015-2016 | Entraîneur              |
| ------------------------------------- | -------------------- | ----------------------- |
| IFK Paris                             | 1er                  | Sylvain Dupuis          |
| Phoenix Floorball Club                | 2e                   | Thibault Van Nedervelde |
| Hoplites d'Ambiani                    | 3e                   | NC                      |
| Paris université club                 | 4e                   | NC                      |
| Nordiques Floorball Club de Tourcoing | 1er (Division 2)     | Simon Moyon             |

| Club                        | Classement 2015-2016 | Entraîneur            |
| --------------------------- | -------------------- | --------------------- |
| Trolls d'Annecy             | 1er                  | Manaure Russo-Mendoza |
| Dragons bisontins           | 2e                   | Virgile BOUVIER       |
| Lyon floorball club         | 3e                   | Cedric Maire          |
| Isère Grésivaudan Floorball | 4e                   | Philipe Marcelin      |
| Marseille Floorball         | 1er (Division 2)     | Lundstrom Peter       |

Légende des couleurs
- Promu de Division 2 2015-2016

### Saison 2016-2017
| Club                   | Classement 2016-2017 | Entraîneur |
| ---------------------- | -------------------- | ---------- |
| Phoenix Floorball Club | 1er                  |            |
| IFK Paris              | 2e                   |            |
| Hoplites d'Ambiani 1   | 3e                   | NC         |
| Paris université club  | 4e                   | NC         |
| Nordiques FC 1         | 5e                   | NC         |
|                        | 1er (Division 2)     |            |

| Club                  | Classement 2016-2017 | Entraîneur            |
| --------------------- | -------------------- | --------------------- |
| Trolls d'Annecy       | 1er                  | Manaure Russo-Mendoza |
| Dragons bisontins     | 2e                   | Jan Lintymer          |
| Tigres du Grésivaudan | 3e                   |                       |
| Lyon FC - Pirate 1    | 4e                   | Philipe Marcelin      |
| Marseille Floorball   | 5e                   | Lundstrom Peter       |
|                       | 1er (Division 2)     |                       |

## Palmarès du Championnat de France de Floorball
Après la saison 2023-2024, le palmarès de la nationale 1 est le suivant :
| N° | Club                   | Médaille d'or | Saison                        | Médaille d'argent | Saison                        |
| -- | ---------------------- | ------------- | ----------------------------- | ----------------- | ----------------------------- |
| 1  | IFK Paris              | 6             | 2009 2010 2011 2015 2016 2018 | 6                 | 2005 2006 2008 2013 2014 2019 |
| 2  | Dragons Bisontins      | 3             | 2019 2022 2024                | 3                 | 2016 2018 2023                |
| 3  | Marseille Floorball    | 2             | 2005 2006                     | 2                 | 2007 2009                     |
| 3  | Paris UC               | 2             | 2007 2008                     | 2                 | 2010 2011                     |
| 5  | Phoenix Floorball Club | 2             | 2013 2017                     | 1                 | 2015                          |
| 6  | Dahuts du Lac          | 1             | 2023                          | 2                 | 2022 2024                     |
| 7  | Trolls d'Annecy        | 1             | 2014                          | 1                 | 2017                          |
| 8  | Pirates du Rhône       | 1             | 2012                          | 0                 |                               |
| 9  | Tigres du Grésivaudan  | 0             |                               | 1                 | 2012                          |